# Сент Џеневив (Мисури)
Сент Џеневив (енгл. Ste. Genevieve) град је у америчкој савезној држави Мисури.

## Демографија
По попису из 2010. године број становника је 4.410, што је 66 (-1,5%) становника мање него 2000. године.
| Група             | 2000.         | 2010.         |
| Белци             | 4.275 (95,5%) | 4.189 (95,0%) |
| Афроамериканци    | 96 (2,1%)     | 70 (1,6%)     |
| Азијати           | 14 (0,3%)     | 28 (0,6%)     |
| Хиспаноамериканци | 50 (1,1%)     | 52 (1,2%)     |
| Укупно            | 4.476         | 4.410         |